# Geofictie

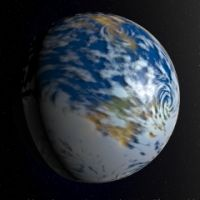
Denkbeeldige planeet

Geofictie is het ontwerpen van fictieve geografische eenheden zoals steden, landen of planeten. Schrijvers en ontwerpers van boeken, films, computerspellen in de genres sprookje, sciencefiction en fantasy wagen zich meer dan eens aan geofictie. Op sommige scholen wordt gewerkt met geofictie als economieproject.
Sommigen doen dat uit onvrede met de bestaande wereld en creëren een utopische droomwereld, of op zijn minst een voorkeurssamenleving. Anderen zijn eerder gefascineerd door de bestaande wereld en verwerken interesses voor bijvoorbeeld kaarten, taal, muziek of spoorwegen in hun eigen landen. In geofictie kunnen alle mogelijke interesses samenkomen, en geofictie wordt daarom wel een 'meta-hobby' genoemd. Sommigen zien geofictie als een vorm van kunst. Geofictici, beoefenaars van geofictie, ontwerpen dienstregelingen, maken talen (zie bijvoorbeeld Wenedyk; zie verder Lijst van kunsttalen), tekenen kaarten, schrijven grondwetten en beschrijven de ontwikkelingen in hun land.

## Invalshoeken
Sommige geofictici benadrukken vooral het spelelement, dat aanwezig kan zijn als geofictie niet solistisch, maar met anderen samen wordt beoefend. Interactieve geofictie komt juist de laatste jaren, onder invloed van het internet, meer in zwang. Dergelijke interactieprojecten kunnen humoristisch en parodiërend van toon zijn, maar ook serieus; soms worden uit interactieprojecten politieke inzichten verkregen. 
Opvallend is dat veel mensen die geofictie actief praktiseren uit de meest uiteenlopende disciplines voortkomen en geofictie gebruiken als instrument om hun kunde te toetsen. Zo kennen wij diplomaten die geofictie bedrijven om in aanraking te komen met de meest extreme geopolitieke situaties en taalkundigen die imaginaire talen ontwikkelen om hun kunde te toetsen wat betreft de finesses van de ingewikkelde structuren die talen en verwante dialecten kenmerken.
In de bedrijfswereld wordt geofictie steeds vaker gebruikt om allerlei emoties en processen binnen organisaties visueel te maken, als instrument voor  teambuilding en bedrijfsanalyse. Geofictie voor het bedrijfsleven is uitermate geschikt om op een open manier consensus te kweken voor gevoelige veranderingsprocessen. De combinatie van een leerzaam horizontaal proces, een creatieve setting vol met humor en een aanpak waarin het resultaat op een speelse manier boven komt drijven geeft een extra dimensie bovenop klassieke brainstorm/coaching-methodes zoals: Mindmapping en Brown-paper sessions. De geofictie sessies leiden tot het vergaren van nieuwe inzichten, meer transparantie en een uniek, reflectief oriëntatie- en navigatie-instrument dat gebruikt kan worden voor interne en externe communicatie. 

## Voorbeelden
Een van de bekendste fictieve werelden is de wereld van Midden-aarde van J.R.R. Tolkien, zoals hij deze beschreef in zijn boeken De Hobbit en In de ban van de ring. Tolkien werkte niet alleen de talen en mythologie van zijn wereld uit, maar vervaardigde ook, soms zeer gedetailleerde, kaarten. Ook de boekseries Dune van Frank Herbert en The Hitchhiker's Guide to the Galaxy van Douglas Adams bevatten veel verzonnen planeten en werelden.
Tolkien en Adams werden bekend met een zeer fantastische geofictie, waarin buitennatuurlijke wezens een belangrijke rol hadden. Niet alle geofictici zouden aldus te werk gaan; voor velen blijft het wetenschappelijke, 'realistische' karakter een hoofdrol spelen. De Nederlander Rolandt Tweehuysen is zo bekend geworden met zijn boeken en lezingen over Spokanië, een fictief land dat echt zou kúnnen bestaan en waar zelfs hele reisgidsen voor geschreven zijn.
Geofictie kan ook gebruikt worden om de bestaande wereld te parodiëren. Bekend zijn in dit subgenre de verhalen van Jonathan Swift en Terry Pratchett. Ook utopieën en dystopieën als in de werken van Thomas More, George Orwell en Ferdinand Bordewijk (Blokken) kunnen gezien worden als geofictie. Recentere voorbeelden zijn de humoristische reisgidsen over de bedachte landen Molvanië, Phaic Tan en San Sombrèro die elk een parodie zijn op een bepaald (sub)continent op aarde.
Ook in kinder- en jeugdliteratuur komt geofictie veelvuldig voor. Binnen de Nederlandse kinderliteratuur genieten vooral de werelden van Thea Beckman, Tonke Dragt en het land Katoren in Koning van Katoren evenals Berg-en-Dal in De kloof van politicus-schrijver Jan Terlouw bekendheid.

## Het Genootschap voor Geofictie
In Nederland bestaat een vereniging voor mensen die zich bezighouden met geofictie. Onder de naam "Genootschap voor Geofictie" houdt de vereniging zich onder andere bezig met het onder de aandacht brengen van de hobby geofictie en het samenbrengen van geofictici. De vereniging werd op 28 oktober 1984 opgericht op initiatief van Theo Balvers en telt momenteel circa 50 leden. Elk jaar worden er twee kringbijeenkomsten gehouden (in voorjaar en najaar). Het clubblad Fantas verschijnt elk kwartaal.